# 宁波大学附属妇女儿童医院
宁波大学附属妇女儿童医院，又称宁波市妇女儿童医院，简称宁波妇儿医院，同时设有宁波市妇幼保健院和宁波市红十字医院，是中国浙江省宁波市一所公立医院，前身为1975年成立的宁波地区医院，1983年更名为宁波市明州医院（与现宁波明州医院无关），1985年与宁波市第一医院儿科、宁波市第二医院妇产科整合组建为宁波市妇女儿童医院，1993年增设宁波市红十字医院，1998年增设宁波市妇幼保健院，2014年1月18日北部院区启用，2024年第一名称更名为宁波大学附属妇女儿童医院，目前医院为三级甲等医院，主要专科为妇产科和儿科。

## 重点学科
- 省市共建重点学科
  - 围产医学

- 宁波市重点学科
  - 妇科学

- 宁波市级重点实验室
  - 母胎医学实验室
  - 生殖医学实验室